# Branko Martinović
Branislav Martinović, detto Branko (Belgrado, 29 novembre 1937 – 26 febbraio 2015), è un ex lottatore jugoslavo, dal 1992 serbo, specializzato nella lotta greco-romana.

## Palmarès

### Olimpiadi
- 2 medaglie:
  - 1 argento (Roma 1960 nei pesi leggeri)
  - 1 bronzo (Tokyo 1964 nei pesi piuma)

### Mondiali
- 1 medaglia:
  - 1 bronzo (Yokohama 1961 nei pesi leggeri)

### Europei
- 1 medaglia:
  - 1 bronzo (Essen 1966 nei 70 kg)

### Giochi del Mediterraneo
- 1 medaglia:
  - 1 oro (Napoli 1963 nei 70 kg)